# مورچه‌پیتاها
مورچه‌پیتاها (نام علمی: Myrmothera) یک سرده از پرندگان وابسته به خانواده مورچه‌پیتایان (Grallariidae) است که در آمریکای مرکزی و جنوبی یافت می‌شود.

## آرایه‌شناسی
این سرده در سال ۱۸۱۶ توسط پرنده‌شناس فرانسوی لویی پیر ویلو نام‌گذاری شد. این گونه نماد پیامد آن توسط فیلیپ اسکلتر در سال ۱۸۹۰ به عنوان مورچه‌پیتای توکانما نام‌گذاری شد.
این سرده دارای ۶ گونه است:
- antpitta با لور سفید (Myrmothera fulviventris) (در گذشته در Hylopezus)
- مورچه‌پیتای آمازونی (Myrmothera berlepschi) (قبلا در Hylopezus)
- مورچه‌پیتای بیشه (Myrmothera dives) (در گذشته در Hylopezus)
- مورچه‌پیتای تپوئی (Myrmothera simplex)
- مورچه‌پیتای توکانما (Myrmothera campanisona)
- مورچه‌پیتای تاپاجوس (Myrmothera subcanescens)

برخی دیگر از طبقه‌بندی‌ها، از جمله مواردی که توسط سیستم اطلاعات آرایه‌شناسییکپارچه و کتابچه راهنمای پرندگان جهان دنبال می‌شود، مورچه‌پیتای تاپاجوس را زیرگونه‌ای از مورچه‌پیتای توکانما می‌دانند. بر اساس تجزیه و تحلیل DNA، این سرده به عنوان آرایه خواهر سردهٔ Hylopezus در نظر گرفته می‌شود. نام Myrmothera واژه‌ای مرکب است که از واژه‌های یونانی murmos به معنی مورچه و -theras به معنای شکارچی (از therao به معنای شکار کردن) ساخته شده‌است.